# Liste der Einträge im National Register of Historic Places im Roane County (West Virginia)
Diese Liste der Einträge im National Register of Historic Places im Roane County (West Virginia) enthält alle im Roane County, West Virginia in das National Register of Historic Places eingetragenen Gebäude, Bauwerke, Objekte, Stätten oder historischen Distrikte.
Diese Liste entspricht dem Bearbeitungsstand des National Park Service/National Register of Historic Places vom 27. September 2024.

## Legende
| NRHP | Historic Place             |
| HD   | National Historic District |

## Aktuelle Einträge
| [ 2 ] | Name                                                           | Bild                                                           | Eintragsdatum                  | Lage                                                                                             | Ort     | Beschreibung |
| ----- | -------------------------------------------------------------- | -------------------------------------------------------------- | ------------------------------ | ------------------------------------------------------------------------------------------------ | ------- | ------------ |
| 1     | Chrystal Water and Power Company-Spencer Water and Ice Company | Chrystal Water and Power Company-Spencer Water and Ice Company | 27. März 2007 ID-Nr. 07000238  | Church Street 38° 47′ 55″ N, 81° 21′ 8″ W                                                        | Spencer |              |
| 2     | Albert S. Heck Mansion                                         | Albert S. Heck Mansion                                         | 5. März 1999 ID-Nr. 99000289   | West Virginia Route 14 38° 48′ 54,8″ N, 81° 22′ 8,9″ W                                           | Spencer |              |
| 3     | Laurel Hill District School                                    |                                                                | 19. Sep. 2019 ID-Nr. 100004284 | zwischen der United States Route 33 und West Virginia Route 5/9 38° 48′ 12,2″ N, 81° 21′ 15,1″ W | Spencer |              |
| 4     | Honorable Joseph Marcellus McWhorter House                     |                                                                | 9. März 2020 ID-Nr. 100003669  | 412 Church Street 38° 48′ 2,2″ N, 81° 21′ 3,2″ W                                                 | Spencer |              |
| 5     | Robey Theatre                                                  | weitere Bilder                                                 | 29. März 1989 ID-Nr. 89000182  | 318 Main Street 38° 48′ 8,3″ N, 81° 21′ 4,8″ W                                                   | Spencer |              |
| 6     | Spencer Presbyterian Church                                    | Spencer Presbyterian Church                                    | 31. Mai 2016 ID-Nr. 16000315   | 408 Market Street 38° 48′ 2,3″ N, 81° 21′ 8,1″ W                                                 | Spencer |              |